# Dobbs contro Jackson Women's Health Organization
Dobbs contro Jackson Women's Health Organization è una storica sentenza di grande importanza della Corte Suprema degli Stati Uniti annunciata il 24 giugno 2022 in materia di diritto all'aborto.

## Storia
Il caso analizzato riguarda una legge del Mississippi che ha vietato la maggioranza degli aborti dopo quindici settimane. Le corti inferiori hanno sospeso questa legge, in base ai precedenti della Corte Suprema che stabiliscono un diritto all'aborto se il feto non è in grado di vivere al di fuori del ventre materno, fondati sul quattordicesimo emendamento.
La Corte ha accettato di ascoltare il caso, l'udienza si è svolta nel dicembre 2021. Il 2 maggio 2022 Politico ha pubblicato una bozza della sentenza che avrebbe rovesciato Roe contro Wade, la cui genuinità è stata confermata dal Presidente della Corte John G. Roberts. Venti stati hanno predisposto disegni di legge più stringenti.
Infine, la Corte ha stabilito con un maggioranza di 6 a 3 che la Costituzione non garantisce il diritto all'aborto né questo può essere dedotto dalle altre disposizioni costituzionali a tutela delle libertà. La decisione spetta dunque al popolo, per il tramite degli Stati. Il parere di maggioranza è stato redatto dal giudice Samuel Alito, e poi sostenuto dai giudici Clarence Thomas, Neil Gorsuch, Brett Kavanaugh e Amy Coney Barrett. Il presidente Roberts, nel sostenere la legge del Mississippi, ha redatto un proprio controparere che confermava la costituzionalità della legge del Mississippi ma non abrogava i precedenti delle sentenze Roe e Casey, in base al principio dello stare decisis. I giudici Sonia Sotomayor, Elena Kagan e Stephen Breyer hanno votato contro la decisione presentando un parere di minoranza.

## Effetti
Come effetto della nuova sentenza, la competenza a legiferare in materia di aborto è tornata agli Stati federati, molti dei quali avevano "leggi grilletto" che abolivano l'aborto, pronte a tornare immediatamente applicabili qualora l'orientamento assunto dalla Corte in Roe contro Wade fosse cambiato, come accaduto.

## Estratto
(Introduzione dell'opinione della maggioranza)

## Riferimenti
- Supreme Court overturns Roe v. Wade, ending right to abortion upheld for decades
- La decisione